# Абдрашбаш
Абдрашба́ш (рос. Абдрашбаш, башк. Әбдрәшбаш) — присілок у складі Бураєвського району Башкортостану, Росія. Входить до складу Азяковської сільської ради.
Населення — 88 осіб (2010; 118 у 2002).
Національний склад:
- башкири — 97 %